# Liste der Einträge im National Register of Historic Places im Sioux County (Iowa)

Lage des Sioux County in Iowa

Die Liste der Einträge im National Register of Historic Places im Sioux County in Iowa führt alle Bauwerke und historischen Stätten im Sioux County auf, die in das National Register of Historic Places aufgenommen wurden.

## Aktuelle Einträge
| [ 2 ] | Name                                            | Bild                                            | Eintragsdatum        | Lage                                                  | Ort         | Beschreibung                                                                                 |
| ----- | ----------------------------------------------- | ----------------------------------------------- | -------------------- | ----------------------------------------------------- | ----------- | -------------------------------------------------------------------------------------------- |
| 1     | Charles M. and Emma M. Fischer Fleshman House   | Charles M. and Emma M. Fischer Fleshman House   | 1993 ID-Nr. 92001743 | 919 9th Street 42° 59′ 45″ N, 96° 28′ 51″ W           | Hawarden    | 1889 im viktorianischen Stil errichtetes Wohnhaus                                            |
| 2     | Hawarden City Hall, Fire Station and Auditorium | Hawarden City Hall, Fire Station and Auditorium | 2009 ID-Nr. 09000107 | 715 Central Avenue 42° 59′ 37,1″ N, 96° 29′ 6,7″ W    | Hawarden    |                                                                                              |
| 3     | Sioux County Courthouse                         | Sioux County Courthouse                         | 1977 ID-Nr. 77000559 | Central Avenue South 43° 0′ 16″ N, 96° 3′ 30″ W       | Orange City | 1902–1904 im neuromanischen Stil errichtetes Justiz- und Verwaltungsgebäude des Sioux County |
| 4     | Zwemer Hall, Northwestern College               | Zwemer Hall, Northwestern College               | 1975 ID-Nr. 75000698 | 101 7th Street, Southwest 42° 59′ 58″ N, 96° 3′ 28″ W | Orange City | 1894 im neuromanischen Stil errichtetes Collegegebäude                                       |